# Bareq
Bareg (en arabe : بارق est une ville du sud-ouest de l'Arabie saoudite, située à cent kilomètres au nord d'Abha, siège provincial de la province d'Asir. En 2010, sa population était de 50 113 habitants.

## Climat
Le climat est chaud en été et doux en hiver, avec une moyenne annuelle de 23 à 25 °C, et des précipitations de 150 à 200 mm/an. En zone côtière, la température varie de 30 °C à 40 °C, et des précipitations de 200 mm/an, et des vents pouvant atteindre 25 km/h en été.

## Villages principaux
- Ajama
- Jabal Atherb
- Sahil
- Mifa
- Saban
- Gdraymah
- Qurayha
- Qafeel
- Khawsh
- Munaydhir
- Murayba
- Shahar
- Faqah
- Ma`riyah
- Al-Ishy
- Husnayn
- Al Farah
- Al Qahab